# Erythropitta erythrogaster
La pitta ventrerosso (Erythropitta erythrogaster (Temminck, 1823)) è un uccello passeriforme della famiglia dei Pittidi.

## Etimologia
Il nome scientifico di questa specie, e di conseguenza il nome comune, deriva dall'unione delle parole greche ἐρυθρός (erythros, "rosso") e γαστήρ (gaster, "ventre"), col significato di "dal ventre rosso", in riferimento alla caratteristica livrea di questi uccelli.

## Descrizione

### Dimensioni
Misura una quindicina di centimetri di lunghezza, coda compresa.

### Aspetto

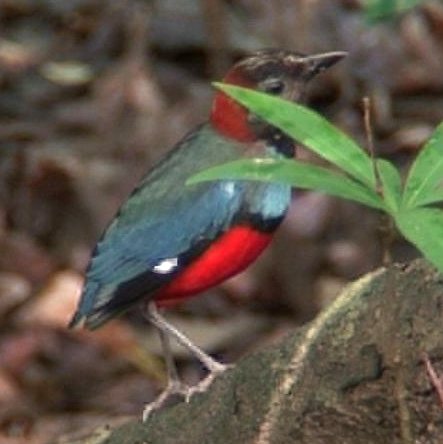
Un esemplare della sottospecie digglesi nel Queensland.

Questi uccelli hanno un aspetto massiccio e paffuto, con ali e coda corte, testa arrotondata e becco allungato.

La colorazione varia anche piuttosto considerevolmente a seconda della sottospecie presa in considerazione, mantenendo tuttavia inalterati alcuni pattern caratteristici: la faccia e la gola sono di colore differente (rosato, bruno o nero) rispetto a fronte, calotta e nuca (bruno-rossicce, rosse o nere), il petto è di colore azzurro più o meno intenso e tendente al verdastro, talvolta con presenza di una banda nera fra petto e gola (quest'ultima in alcune sottospecie nera a sua volta) o di una banda dello stesso colore fra petto e ventre. Le ali sono verde-bluastre con remiganti azzurre: azzurri sono anche coda e codione, mentre il ventre e il sottocoda sono di colore rosso (come intuibile dal Nome comune. La femmina mostra solitamente colorazione meno brillante e intensa rispetto al maschio: in ambedue i sessi il becco è nerastro, le zampe sono di colore carnicino e gli occhi sono bruni.

## Biologia

### Comportamento

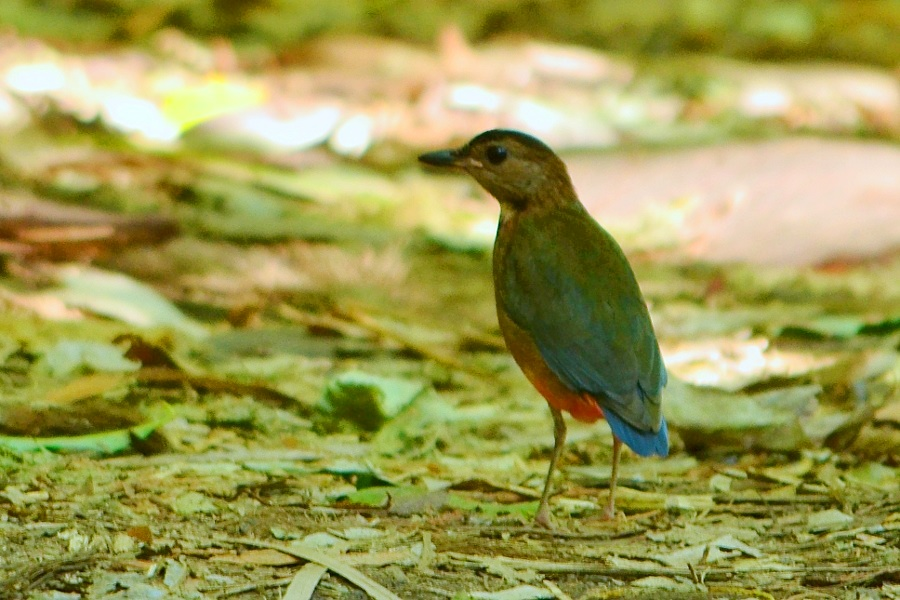
Un giovane esemplare della sottospecie celebensis.

Si tratta di uccelli dalle abitudine diurne e strettamente solitarie all'infuori del periodo degli amori (quando si riuniscono in coppie), estremamente territoriali verso i conspecifici ma al contempo assai timidi e riservati: essi passano la maggior parte della giornata al suolo, muovendosi con circospezione nel folto del sottobosco alla ricerca di cibo.

### Alimentazione
La dieta di questi uccelli si compone perlopiù di lombrichi e chiocciole: essa viene inoltre integrata quando possibile con insetti e altri invertebrati di piccole dimensioni.

### Riproduzione
Il periodo riproduttivo coincide con la stagione secca: le coppie collaborano nella costruzione del nido (di forma sferica, costruito con rametti e materiale vegetale, con camera di cova interna foderata di foglie, ubicato indifferentemente al suolo, fra i cespugli o fra i rami degli alberi), alla cova delle 2-3 uova deposte dalla femmina ed alle cure parentali verso i pulli, ciechi ed implumi alla schiusa.

## Distribuzione e habitat

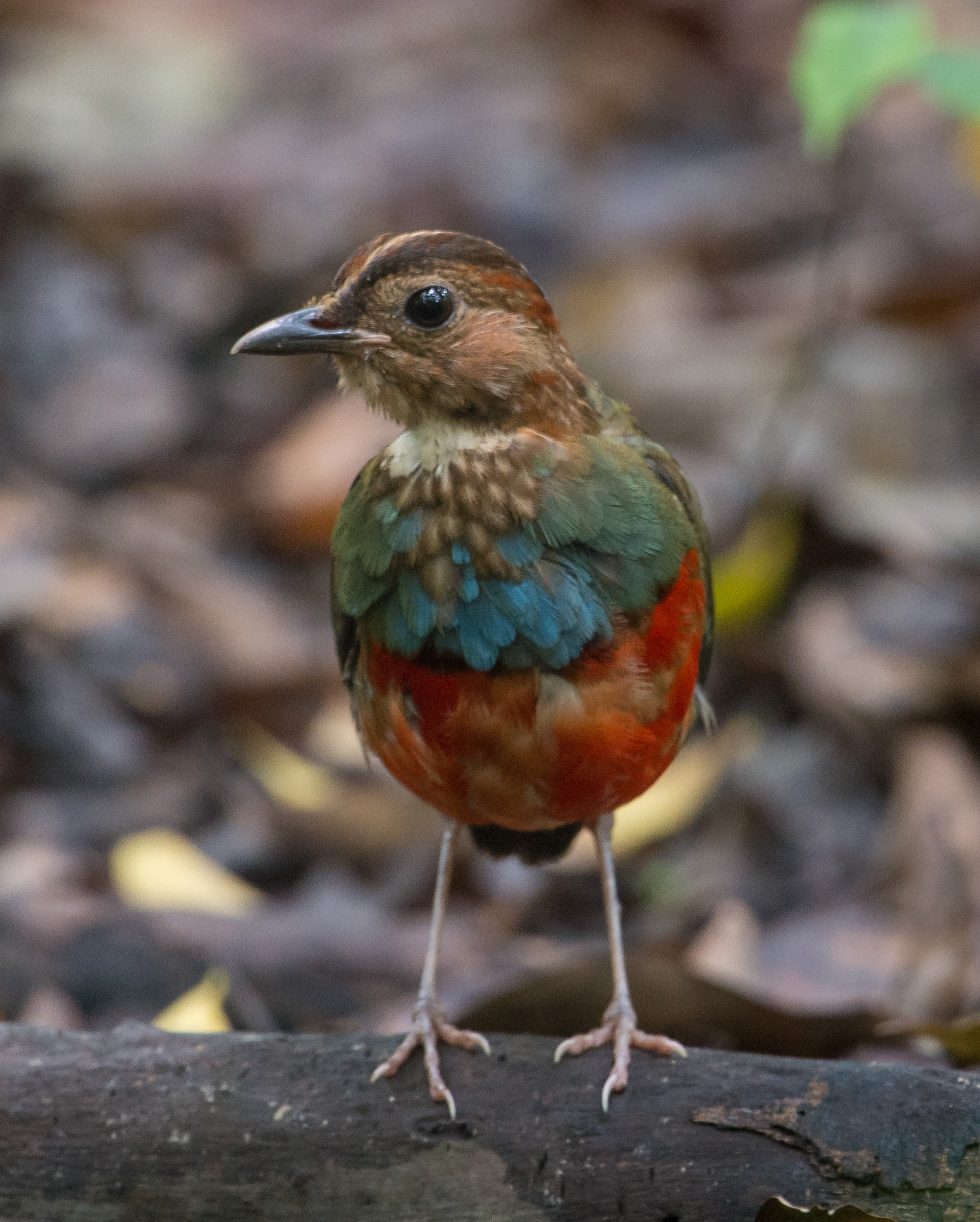
Un giovane nel nord di Sulawesi.

La pitta ventrerosso occupa un areale piuttosto esteso, che comprende le Filippine, Celebes, le Molucche, la Nuova Guinea e le isole circonvicine e perfino la penisola di Capo York, rappresentando in così una delle tre specie di pitta (le altre sono la pitta versicolore e la pitta arcobaleno) diffuse in Australia.

Il suo habitat è rappresentato dalla foresta pluviale primaria e secondaria con presenza di folto sottobosco nel quale questi uccelli cercano cibo e rifugio.

## Tassonomia
Se ne riconoscono ventisei sottospecie:

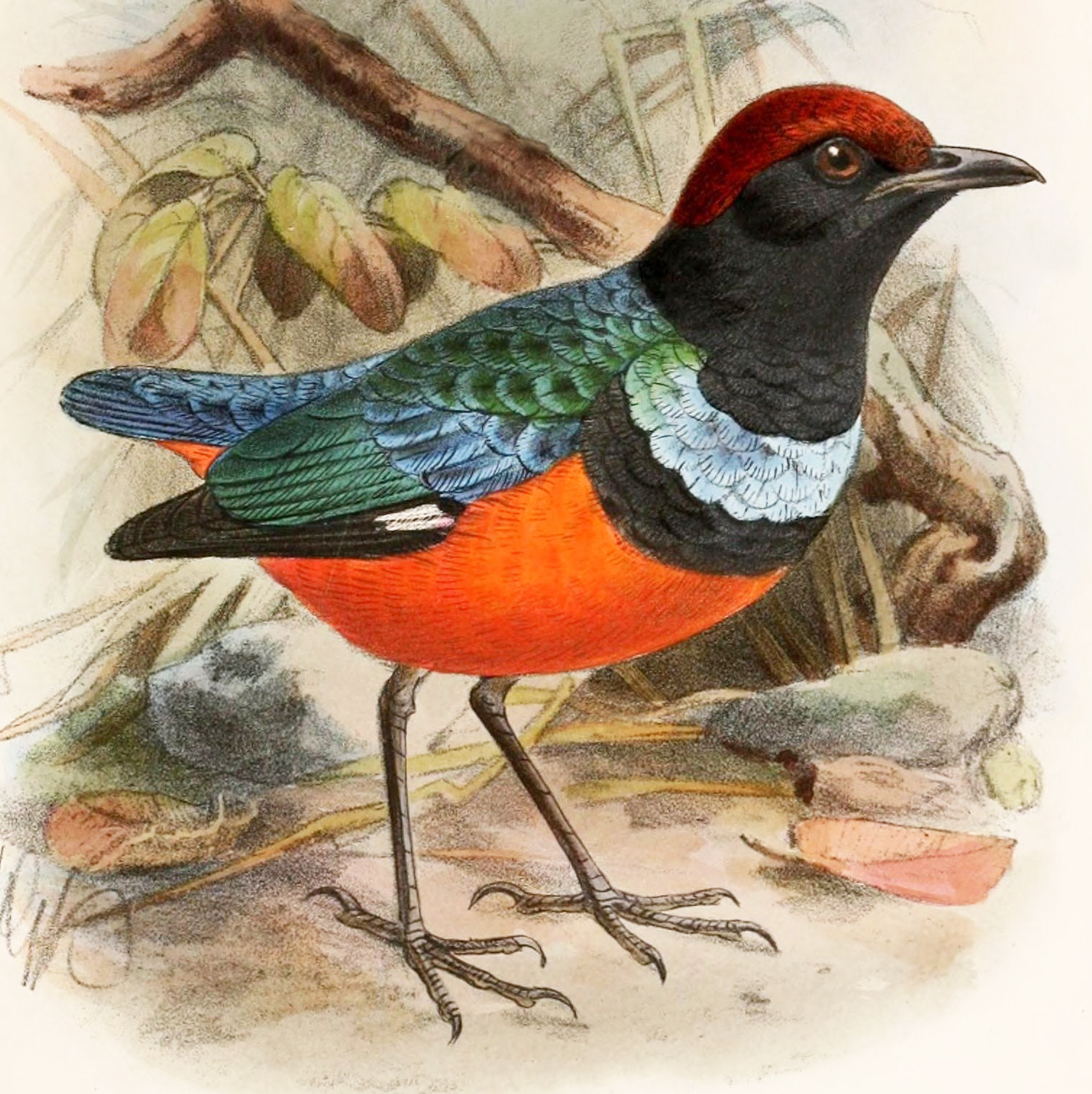
Illustrazione di esemplare della sottospecie (per alcuni specie a sé stante) dohertyi.

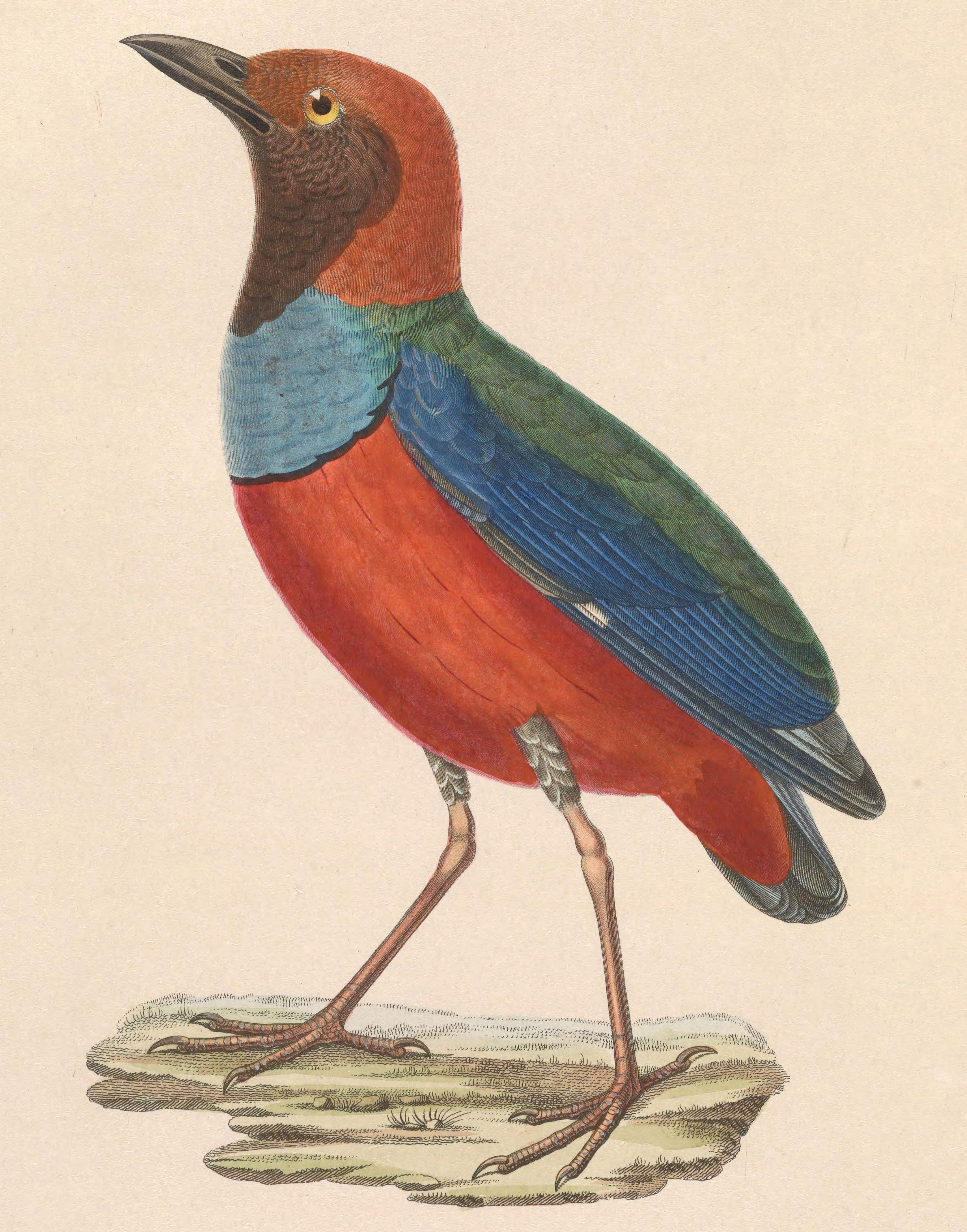
Illustrazione di esemplare della sottospecie macklotii.

- Erythropitta erythrogaster erythrogaster, la sottospecie nominale, diffusa in gran parte delle Filippine;
- Erythropitta erythrogaster aruensis (Rothschild & Hartert, 1901, endemica delle isole Aru;
- Erythropitta erythrogaster bernsteini (Junge, 1958), endemica di Gebe;
- Erythropitta erythrogaster caeruleitorques (Salvadori, 1876), endemica di Sangihe;
- Erythropitta erythrogaster celebensis (Müller & Schlegel, 1845), diffusa a Sulawesi, Manterawu e Togian;
- Erythropitta erythrogaster cyanonota (Gray, 1861), endemica di Ternate;
- Erythropitta erythrogaster digglesi (Krefft, 1869), diffusa nell'area della penisola di Capo York;
- Erythropitta erythrogaster dohertyi (Rothschild, 1898), diffusa nelle isole Banggai e a Sula;
- Erythropitta erythrogaster extima (Mayr, 1955), endemica di Nuova Hannover;
- Erythropitta erythrogaster finschii (Ramsay, 1884), endemica delle isole di D'Entrecasteaux;
- Erythropitta erythrogaster gazellae (Neumann, 1908), endemica della Nuova Britannia;
- Erythropitta erythrogaster habenichti (Finsch, 1912), diffusa in Nuova Guinea settentrionale;
- Erythropitta erythrogaster inspeculata (Meyer & Wiglesworth, 1894), endemica delle isole Talaud;
- Erythropitta erythrogaster kuehni (Rothschild, 1899), endemica delle isole Kai;
- Erythropitta erythrogaster loriae (Salvadori, 1890), diffusa nella punta sud-orientale di Papua Nuova Guinea;
- Erythropitta erythrogaster macklotii (Temminck, 1834), diffusa in Nuova Guinea occidentale e meridionale;
- Erythropitta erythrogaster meeki (Rothschild, 1898), endemica di Rossel;
- Erythropitta erythrogaster novaehibernicae (Ramsay, 1878), endemica della Nuova Irlanda;
- Erythropitta erythrogaster obiensis (Hachisuka, 1935), endemica di Obira;
- Erythropitta erythrogaster palliceps (Brüggemann, 1876), diffusa a Siau e Tahulandang;
- Erythropitta erythrogaster piroensis (Muir & Kershaw, 1910), endemica di Seram;
- Erythropitta erythrogaster propinqua (Sharpe, 1877), diffusa su Palawan e Balabac;
- Erythropitta erythrogaster rubrinucha (Wallace, 1862), endemica di Buru;
- Erythropitta erythrogaster rufiventris (Heine, 1860), diffusa nelle Molucche settentrionali;
- Erythropitta erythrogaster splendida (Mayr, 1955), diffusa nelle isole Tabar;
- Erythropitta erythrogaster thompsoni (Ripley & Rabor, 1962), endemica di Culion;

La sottospecie macklotii presenta due razze, macklotii e oblita. Le varie sottospecie differiscono talvolta anche significativamente fra loro per dimensioni e colorazione, pur avendo in comune le abitudini di vita e le vocalizzazioni: recentemente è stata avanzata la proposta di elevare al rango di specie a sé stanti della maggior parte delle sottospecie di pitta ventrerosso, ad eccezione di quelle filippine (erythrogaster, propinqua e thompsoni), come frutto di una speciazione avanzata a partire da una popolazione originaria spostatasi negli ambienti insulari dell'Indo-Pacifico.